# 秘魯利馬聖殿
秘鲁利馬聖殿是耶稣基督后期圣徒教会的第 38 座运营聖殿。

## 歷史
由於教會在秘魯的發展，教會領袖於 1981 年宣布將在利馬市建造一座聖殿。 六尖頂的秘魯利馬聖殿建在 2 公頃（5 英畝）的未開發區域上。 1986 年 1 月 10 日，時任教會總會會長團第一諮理戈登·興格萊 (Gordon B. Hinckley) 為秘魯利馬聖殿主持了聖殿奉獻儀式。
秘魯利馬聖殿為該國超過四十萬後期聖徒服務。 聖殿總建築面積890平方公尺，四個教儀室，三個印證室。
2016 年 4 月 3 日，教會會長多嘛·孟蓀 (Thomas S. Monson) 宣布打算在該市建造第二座聖殿。  這座聖殿將被稱為秘魯利馬洛斯奧利沃斯聖殿。  完成第二座聖殿後，利馬將成為繼猶他州南約旦和普若佛之後，第三座擁有多座聖殿的城市（也是猶他州以外的第一個城市）。